# Komitet Niesienia Pomocy w Królestwie Polskim
Komitet Niesienia Pomocy w Królestwie Polskim (zwany popularnie Komitetem Ratunkowym) – organizacja samopomocy społecznej działająca w zaborze pruskim w l. 1915–1918
Powstał podczas I wojny światowej w lutym 1915 w Poznaniu. Głównym jego zadaniem było niesienie pomocy ludności Królestwa Polskiego z ofiar zbieranych w zaborze pruskim. W tym celu od marca 1915 tworzył Podkomitety na terenach Królestwa Polskiego zajmowanego przez państwa centralne. Po rozwiązaniu przez władze niemieckie Centralnego Komitetu Obywatelskiego kierował całą akcją pomocy w części Kongresówki okupowanej przez Niemcy. Udzielał pomocy w pieniądzach i naturze, zakładał tanie i bezpłatne kuchnie, organizował kolonie i przytułki dla dzieci. Z chwilą utworzenia Rady Głównej Opiekuńczej, podkomitety działające w Królestwie przekształciły się w struktury RGO – rady opiekuńcze powiatowe i miejscowe. Komitet Niesienia Pomocy w Królestwie Polskim, współpracując z RGO przekazał jej 6 milionów marek, nie licząc pomocy udzielonej lokalnym Radom Opiekuńczym.
Prezesem Komitetu był arcybiskup Edward Likowski, a po jego śmierci arcybiskup Edmund Dalbor. Do czołowych działaczy należeli: Ludwik Mycielski, Kazimierz Brownsford, Kazimierz Hącia, Wojciech Trąmpczyński, Olgierd Czartoryski, Michał Sczaniecki, Tadeusz Szułdrzyński, Jan Żółtowski, Felicjan Niegolewski, Zygmunt Seyda i Franciszek Stolpe.